# Beneixama
Beneixama és una població del País Valencià situada a la comarca històrica de l'Alcoià, (encara que a la zona administrativa de l'Alt Vinalopó), a la subcomarca de la Vall de Beneixama.

## Geografia
Al nord del terme, servint de frontera natural amb Fontanars dels Alforins, es troba la serra de Beneixama, que compta amb altures que superen els 900 metres com ara el pic de l'Ascensió (1.004 m) i el del Carrascalet (955 m), prop d'on es troba l'avenc de Baldó. Aquesta part del terme és de sòl pedregós, cobert per pins, algunes carrasques i principalment matoll. De la serra cap al sud hi proliferen els olivars, ametlers i alguna vinya, que acaba en l'horta del Vinalopó, on es troben les terres de cultiu més fèrtils i on es troba la població. Al sud-est del terme s'alça la serra de la Fontanella, que continua en direcció Banyeres de Mariola i Biar, i on es troba l'avenc del Cosí. Existeix una microreserva de flora en el Barranc del Toll.

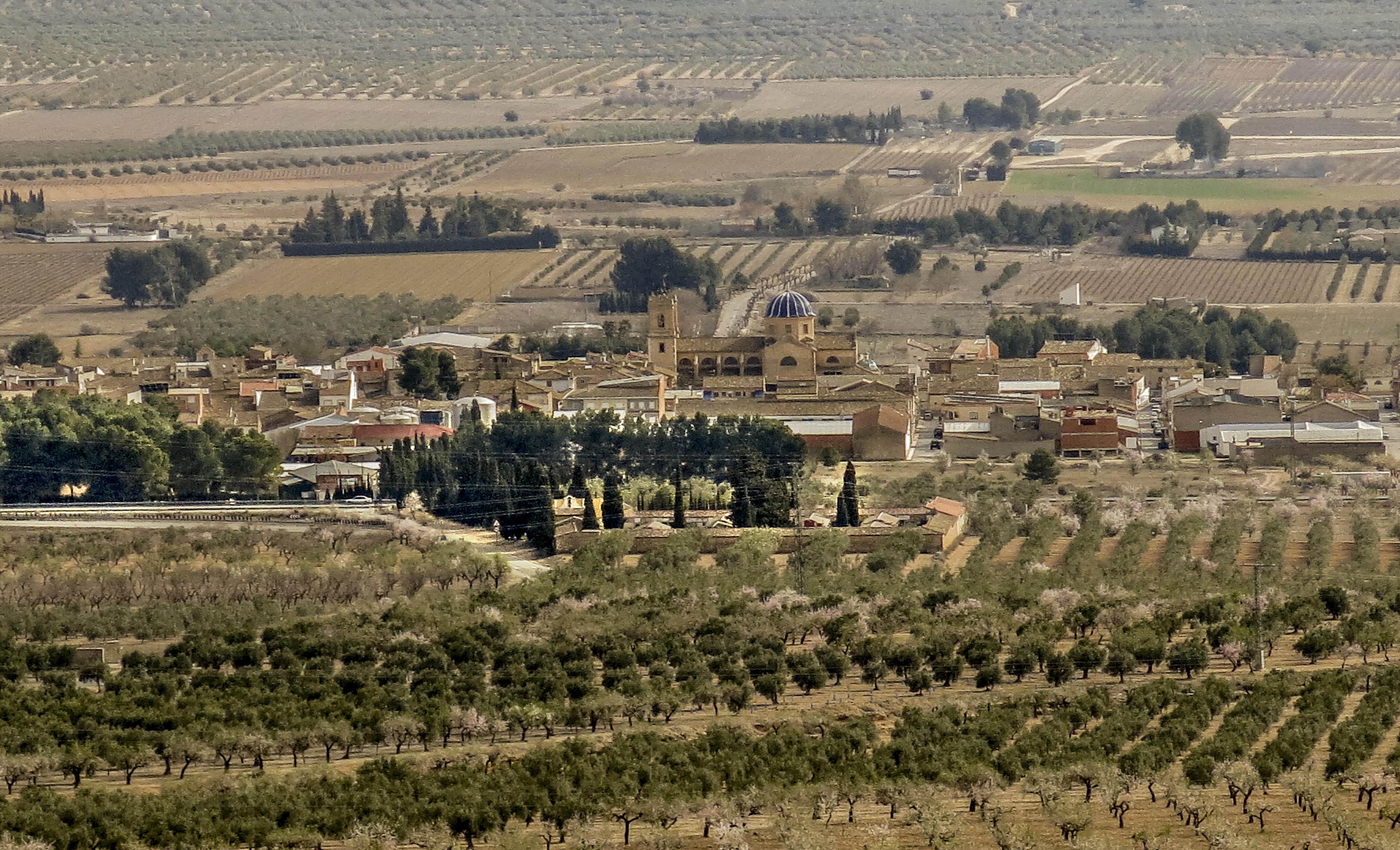
Vista panoràmica de Beneixama

Segons l'ordenació establerta per la Generalitat Valenciana s'inclou a la DTH (demarcació territorial homologada) de tercer grau de l'Alt Vinalopó. No obstant això, alguns sectors de la població promouen la inclusió de Beneixama a la comarca de la Foia d'Alcoi per motius històrics i culturals.

## Història
El primer senyal de poblament es troba en el jaciment eneolític del Molí Roig.
La vila actual té els seus orígens en una antiga alqueria musulmana pertanyent al terme de Biar. Fou integrada a la corona d'Aragó per Jaume I mitjançant el pacte del 1245. En 1248 s'esmenta Beneixama en el Llibre del Repartiment indicant que serà poblada per Pere Ballester i cinquanta colons cristians. En 1276 el rei va donar el lloc i la torre a Gil Martí d'Oblites per la seua lluita contra els musulmans. En el segle xv es va veure molt afectada per les guerres amb Castella. El 1448 Alfons el Magnànim va atorgar el títol de vila. En el XVII, roman gairebé despoblada. El XVIII és un segle de creixement, posterior a la seua crema i pràctica destrucció durant la Guerra de Successió, per donar suport als maulets, segons que es desprén d'alguns documents històrics conservats; en 1777 assoleix la independència eclesiàstica i el 14 de desembre de 1795 l'administrativa amb la definitiva separació de Biar, per decret de Carles IV. La independència de la vila tingué lloc després que es fera arribar al rei un document que citava els motius pels quals demanaven la separació.

## Demografia i economia
En la segona meitat del segle xix i durant la primera dècada del XX, es va produir un notable increment de la població, passant de 1.813 habitants (beneixamuts) el 1857 a 2.662 el 1910, conseqüència de la forta puixança de l'agricultura en aquella època, amb productes de prestigi reconegut, com ara la coneguda com a Roja de Beneixama. A partir de llavors té lloc un gradual descens de la població a causa de l'emigració d'habitants vers centres industrials propers com Villena i Alcoi, i altres de més allunyats com Barcelona i València. El 2003 tenia 1.816 habitants repartits en dos nuclis de població: Beneixama i el Salze, en un terme de 34,9 km². El nombre d'habitants ha sofert una certa variació els darrers temps amb l'arribada d'immigrants de diverses nacionalitats (equatorians i búlgars, principalment) que han enriquit el panorama humà del poble, molt homogeni fins aleshores.
| Evolució demogràfica de Beneixama |       |       |       |       |       |       |       |       |       |       |       |       |       |       |       |       |
| Any                               | 1900  | 1910  | 1920  | 1930  | 1940  | 1950  | 1960  | 1970  | 1981  | 1991  | 2000  | 2006  | 2009  | 2010  | 2011  | 2012  |
| --------------------------------- | ----- | ----- | ----- | ----- | ----- | ----- | ----- | ----- | ----- | ----- | ----- | ----- | ----- | ----- | ----- | ----- |
| Población                         | 2.529 | 2.622 | 2.328 | 2.197 | 2.073 | 2.183 | 2.252 | 2.078 | 1.895 | 1.866 | 1.795 | 1.802 | 1.811 | 1.820 | 1.817 | 1.792 |

L'economia es basa en l'exportació dels seus productes agrícoles: oli d'oliva, fruites, vins i aiguardents. Al seu terme trobem paratges naturals com Rita i la Talaieta.

## Edificis d'interés
El seu patrimoni comprèn:
- Església de sant Joan Baptista, de 1841, neoclàssica amb dues torres bessones i bella cúpula central. Va ser promoguda pel cardenal Miquel Payà i Rico (fill de Beneixama i confessor de la reina Isabel II) i construïda amb l'ajut de tota la població. Són destacables la seua grandiositat i lluminositat. Hi ha qui l'anomena "la catedral de Beneixama". Actualment, s'hi han col·locat vidrieres als finestrals i dos quadres de grans dimensions obra del pintor local Josep Navarro i Ferrero, basats en la vida de sant Joan.
- Torre de Beneixama, musulmana. Fortificava l'alqueria a què pertanyia. Actualment és un B.I.C. S'hi han trobat restes de ceràmica almohade als seus voltants. Ha sigut restaurada i actualment alberga un xicotet museu arqueològic.
- Torre del Negret, de la mateixa època i també dintre d'una alqueria. Ambdues són citades en el Llibre del Repartiment.
- Ermita de la Divina Aurora. Aixecada sobre l'anterior església en el segle xviii. Conté la imatge de la patrona del poble. Ha estat restaurada de fa pocs anys i paga la pena ser visitada. La imatge de l'Aurora té un elevat valor patrimonial, a més de ser d'una gran bellesa.
- Ermita de Sant Vicent Ferrer – el Salze. 1847.
- Convent de les Monges Carmelites. Actualment Fundació Elena Santonja.
- Museu Poeta Pastor Aicart. Es tracta d'un museu dedicat a la memòria del poeta local Joan-Baptista Pastor i Aicart
- Auditori Municipal. Construït recentment, ocupa els terrenys de l'antiga "Casa del Poble", enderrocada per construir-hi l'actual edifici.

- Museu etnològic de Beneixama. Situat a la plaça "del Mesón (sic)". Aprofita part de l'edifici de l'antic llavador del poble. Recull una interessant col·lecció d'eines agrícoles, mobles i objectes que mostren maneres de fer i de viure al passat recent de Beneixama.
- Exposició permanent Navarro Ferrero. Situat enfront del Museu etnològic de Beneixama. Ocupa l'espai de l'antic escorxador municipal. Conté una selecció d'obres del pintor, escultor i dissenyador Josep Navarro i Ferrero cedides per diversos membres de la seua família i d'altres persones i empreses de la localitat. Es pot visitar normalment els caps de setmana i, també, tot demanant una visita a l'Ajuntament de Beneixama.
- Maset de la Filà de Moros. Situat a prop de la plaça de l'Ajuntament, enfront de la torre de Beneixama. Seu social de l'entitat festera La Filà de Moros.[3]
- Maset de la Filà de Cristians
- Maset de la Comparsa d'Estudiants. Situat a l'antiga carretera, aprofita l'edifici de l'antic "Teatre Cervantes".
- Maset de la Comparsa de Llauradors. Situat al carrer Cardenal Payà (antic carrer de la Séquia).
- Ajuntament de Beneixama.
- Cases del carrer de les Monges. Situades a l'actual "carrer de la Constitució", presenten unes façanes d'interés arquitectònic ben divers. Es tracta d'edificis de les acaballes del s. XIX i primeries del XX que mostren elements decimonònics i modernistes ben interessants.
- Molins de Beneixama, arreu del terme, vestigis d'antigues activitats econòmiques.
- Escasses restes del castell i la muralla que no deixen saber si fou castell o alqueria fortificada.
- Ermita de sant Isidre. Situada a la partida de "la Talaieta".
- Pouet de neu en la serra de la Solana.

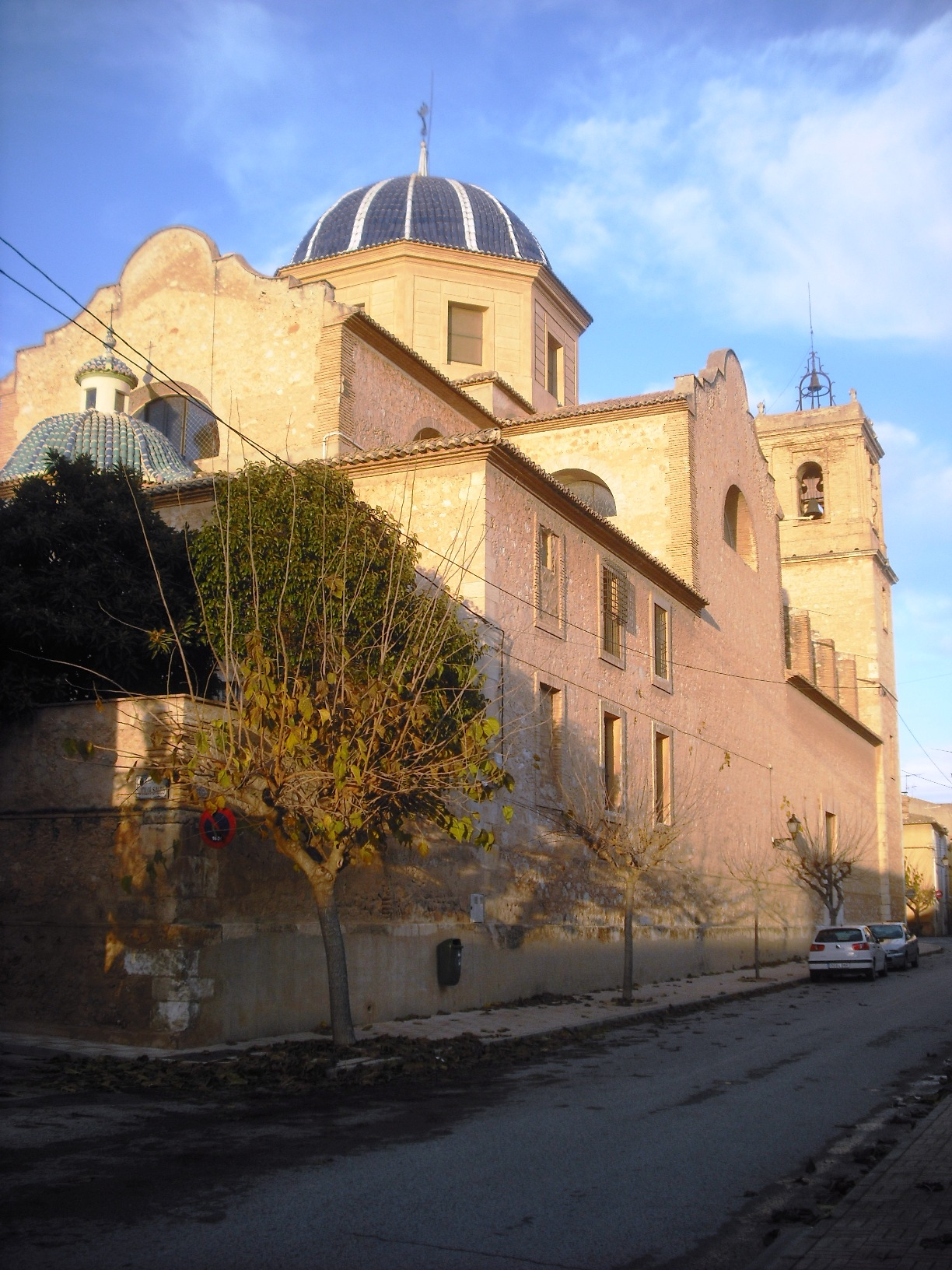
Església de Sant Joan Baptista
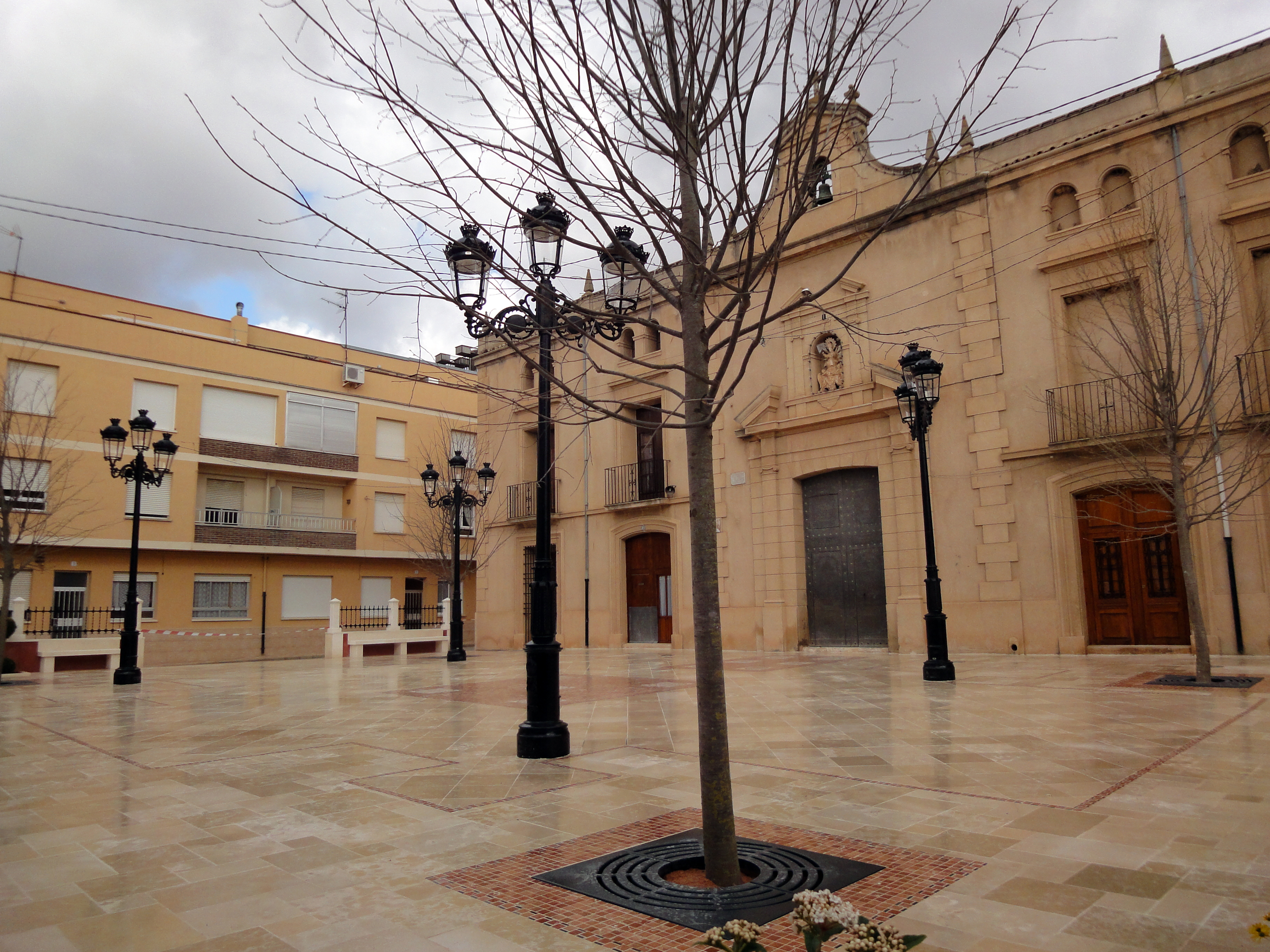
Glorieta de Beneixama en l'actualitat
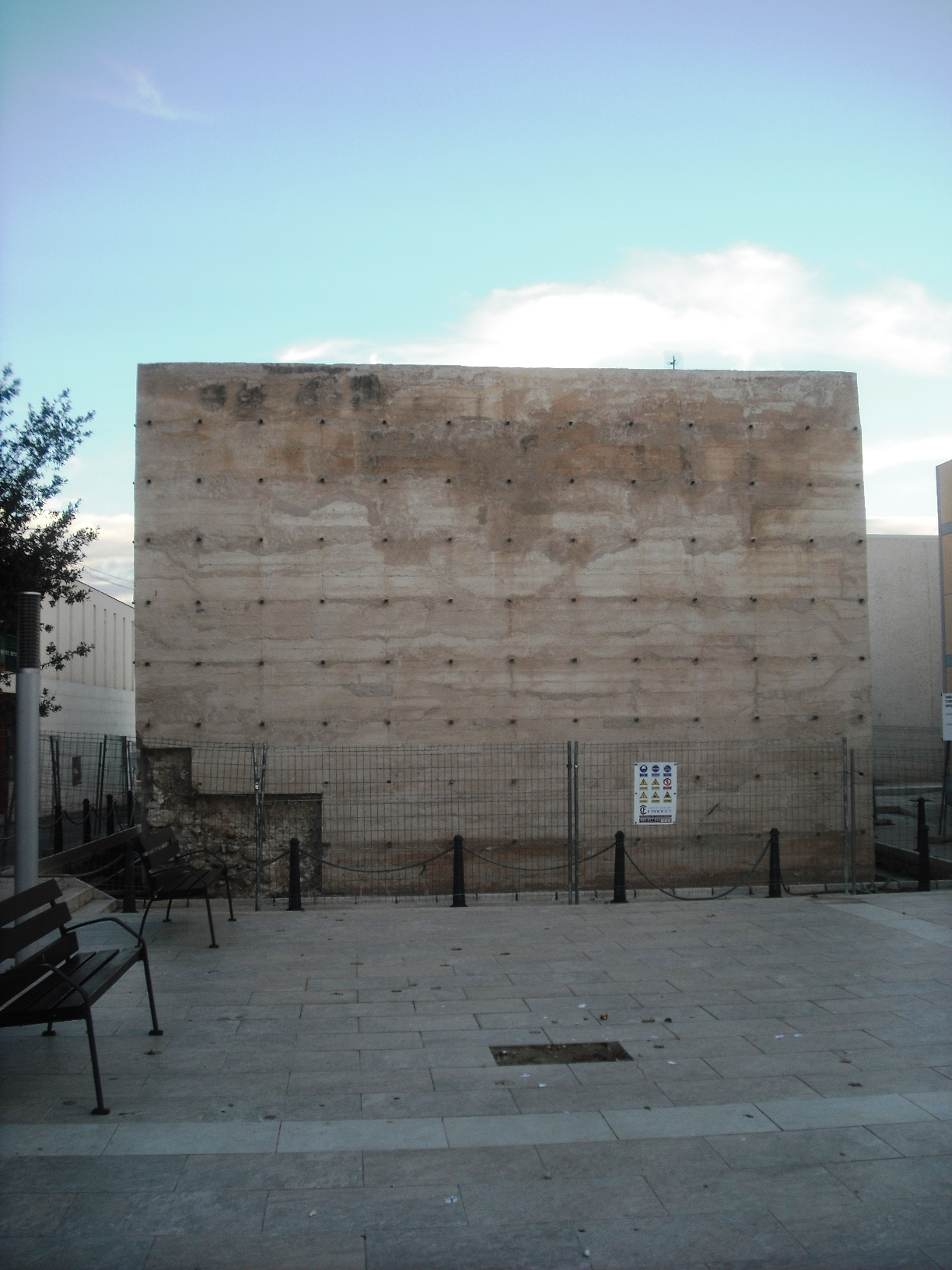
Torre Talaia, al voltant de la qual s'organitzà la població original.
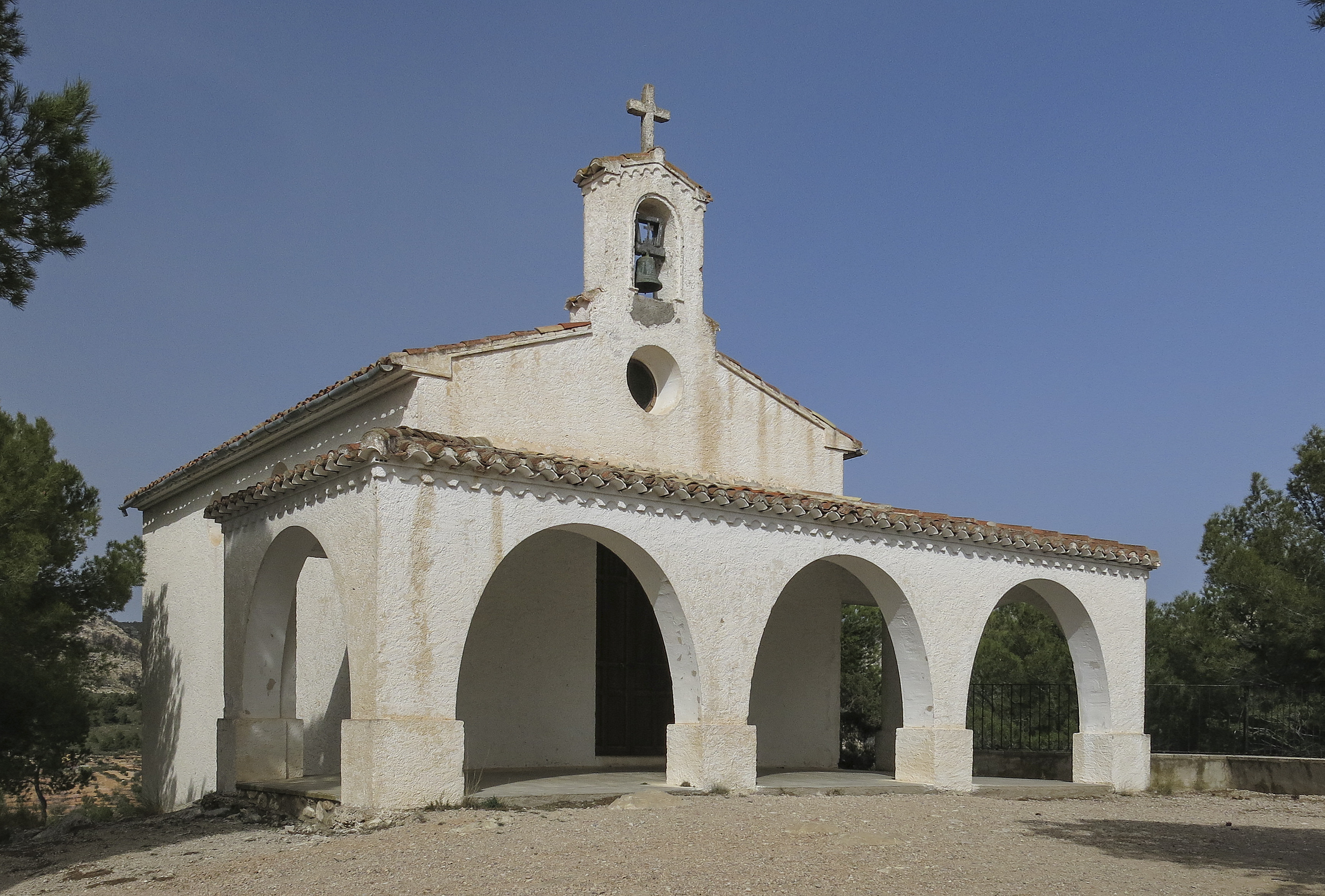
Ermita de Sant Isidre
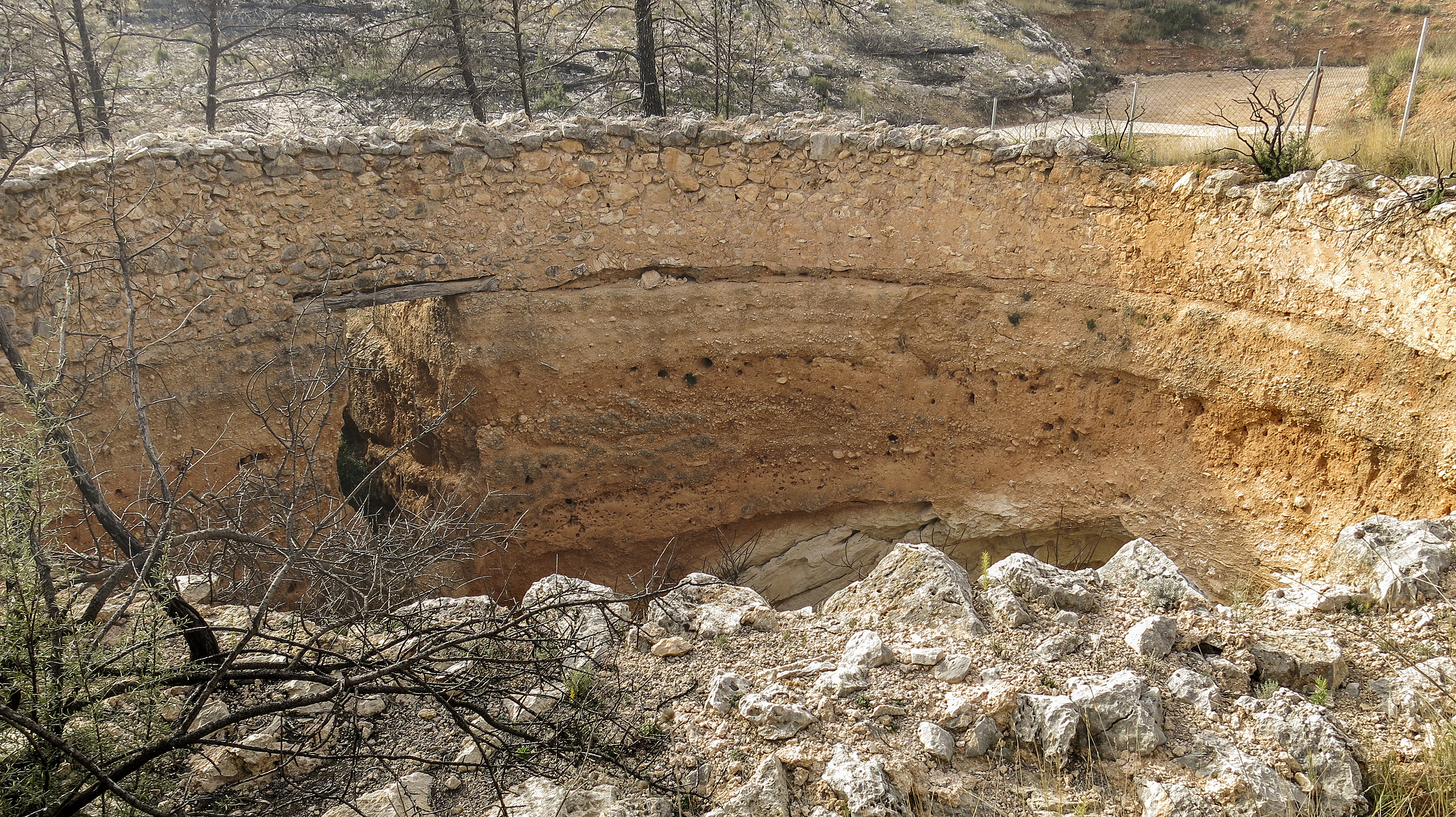
El Pouet de la neu

### Molins de Beneixama
Els Molins de Beneixama estan situats principalment a les vores de l'anomenat Camí dels Molins. És un conjunt de prop d'una desena de molins, actualment en desús, testimonis de l'activitat econòmica de Beneixama des del segle xvii a primeries del segle xx.
Tot i que la majoria estan necessitats d'una restauració urgent, encara conserven restes d'arqueologia industrial ben interessants. Aprofitaven la força de l'aigua d'una séquia propera per moure la cacau, que movia les moles de pedra.
Hi ha molins destinats a feines diverses. La major part es destinava a la molta de cereals (blat i civada, principalment), tot i que també n'hi havia destinats a almàssera per a la producció de l'oli. Es tracta de construccions de caràcter particular, la qual cosa ha permès que alguns dels molins s'hagen reaprofitat com a xalets o segones residències i es troben en condicions adequades de conservació.
Juntament amb els molins, hi ha tota una altra sèrie d'infraestructures relacionades amb l'aprofitament de l'aigua, com el partidor (assut i basses) i diverses séquies i braçals que testimonien l'ús racional de l'aigua que es feia des de temps ben antics.

## Cultura
La festivitat dels Moros i Cristians que se celebra del 6 a l'11 de setembre és, per antonomàsia, la festa major del poble. Un total de dues comparses i dues formen l'eix que vertebra la celebració. La facció cristiana la compon la Filà de Cristians, la Comparsa de Llauradors i la Comparsa d'Estudiants. El bàndol moro el forma la Filà de Moros i la Comparsa de Pirates.
Hi ha diversos plats típics, comuns a la resta de pobles valencians. Així, podríem parlar de la "coca de creïlla", "l'arròs i conill", "l'olla", "el putxero amb facegures", "l'olla de blat picat", "els gaspatxos", "l'arròs caldós" (equivalent a "arròs brut" mallorquí), la paella a l'estil de Beneixama, "les miques", "els rovellons torrats", "la pericana", "el mullador", "els renyons de masover", i molts altres plats d'arròs i de verdures.
Quant als embotits, hi destaca el figatell, les botifarres de ceba, les botifarres de carn, la llonganissa, els blanquets, les salsitxes i els fuets, etc.
Pel que fa a la dolceria i rebosteria, també hi trobarem una gran varietat: tonyes, polvorons, tortada de Beneixama, coca bova, sospirs, ametllats, rotllets d'anís, rotllets de vi, rotllets encarats, torrons de neu, torrons de rovell d'ou, crocant, bunyols, casques, melcutxa, etc.
Quant a les begudes, hi ha actualment bons vins i licors elaborats per diferents empreses locals, de més a més dels que alguns veïns i veïnes del poble elaboren per a autoconsum, com "l'herberet". S'hi cultiva una poma, la Roja de Beneixama coneguda per al seu gust i perfum exquisits, però amenaçada sota la pressió d'espècies comercialment més rendibles.
Antigament, també s'hi feia vi arropat.

## Política i govern

### Composició de la Corporació Municipal
El Ple de l'Ajuntament està format per 9 regidors. En les eleccions municipals de 26 de maig de 2019 foren elegits 5 regidors del Partit Socialista del País Valencià (PSPV-PSOE), 3 del Partit Popular (PP) i 1 de Junts per Beneixama (JPB).
| Eleccions municipals de 26 de maig de 2019 - Beneixama                                                                         |                                          |                                     |                                     |        |          |          |
| Candidatura | Candidatura                              | Candidatura                         | Cap de llista                       | Vots   | Vots     | Regidors |
| | Partit Socialista del País Valencià-PSOE |                                     | Vicente Ibáñez Cruz                 | 618    | 53,79%   | 5 (+2)   |
| | Partit Popular                           |                                     | Ana Isabel Irure Goñi               | 327    | 28,46%   | 3 (-1)   |
| | Junts per Beneixama                      |                                     | Juan Carlos Valdés Vera             | 195    | 16,97%   | 1 (-1)   |
| | Vots en blanc                            |                                     |                                     | 9      | 0,78%    |          |
| Total vots vàlids i regidors                                                                                                   | Total vots vàlids i regidors             | Total vots vàlids i regidors        | Total vots vàlids i regidors        | 1.149  | 100 %    | 9        |
| | Vots nuls                                | Vots nuls                           | Vots nuls                           | 18     | 1,54%    |          |
| Participació (vots vàlids més nuls)                                                                                            | Participació (vots vàlids més nuls)      | Participació (vots vàlids més nuls) | Participació (vots vàlids més nuls) | 1.167  | 83,84%** |          |
| Abstenció | Abstenció                                | Abstenció                           | Abstenció                           | 225*   | 16,16%** |          |
| Total cens electoral | Total cens electoral                     | Total cens electoral                | Total cens electoral                | 1.392* | 100 %**  |          |
| Alcalde: Vicente Ibáñez Cruz (PSPV) (15/06/2019) Per majoria absoluta dels vots dels regidors                                  |                                          |                                     |                                     |        |          |          |
| Fonts: JEC, JEZ Villena, M. Interior, Periòdic Ara. (* No són vots sinó electors. ** Percentatge respecte del cens electoral.) |                                          |                                     |                                     |        |          |          |

### Alcaldes

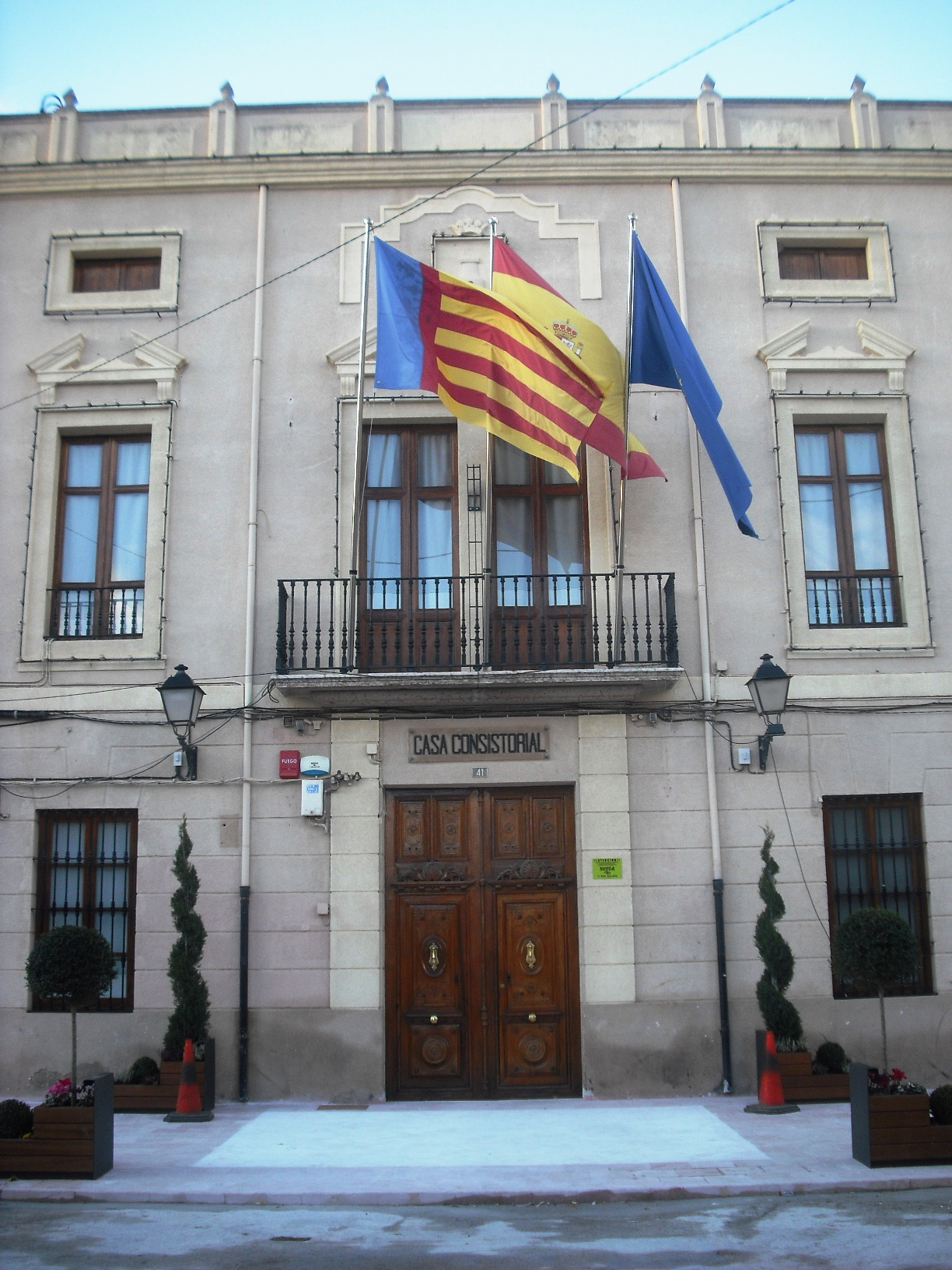
Ajuntament de Beneixama.

Des de 2015 l'alcalde de Beneixama és Vicente Ibáñez Cruz del Partit Socialista del País Valencià (PSPV-PSOE).
| Període                       | Alcalde o alcaldessa          | Partit polític | Data de possessió | Observacions |
| ----------------------------- | ----------------------------- | -------------- | ----------------- | ------------ |
| 1979–1983                     | Manuel Aynat Juan             | UCD            | 19/04/1979        | --           |
| 1983–1987                     | Juan Sarrió Sanjuan           | CDS            | 28/05/1983        | --           |
| 1987–1991                     | José Paya Valdés              | AP             | 30/06/1987        | --           |
| 1991–1995                     | Manuel Felipe Sánchez Sandaza | PSPV-PSOE      | 15/06/1991        | --           |
| 1995–1999                     | Vicente Paya Gracia           | PSPV-PSOE      | 17/06/1995        | --           |
| 1999–2003                     | Antonio Teodoro Valdés Vidal  | PP             | 03/07/1999        | --           |
| 2003–2007                     | Antonio Teodoro Valdés Vidal  | PP             | 14/06/2003        | --           |
| 2007–2011                     | Amparo Barceló Segura         | PSPV-PSOE      | 16/06/2007        | --           |
| 2011–2015                     | Antonio Teodoro Valdés Vidal  | PP             | 11/06/2011        | --           |
| 2015–2019                     | Vicente Ibáñez Cruz           | PSPV-PSOE      | 13/06/2015        | --           |
| 2019-2023                     | Vicente Ibáñez Cruz           | PSPV-PSOE      | 15/06/2019        | --           |
| Des de 2023                   | n/d                           | n/d            | 17/06/2023        | --           |
| Fonts: Generalitat Valenciana |                               |                |                   |              |